# Tempelhofer Vorstadt
Tempelhofer Vorstadt, före 1920 även Tempelhofer Revier, är en historisk stadsdel i södra delen av Berlins innerstad. Området motsvarar idag den del av Kreuzberg som ligger söder om Landwehrkanalen och hade 2015 sammanlagt 63 540 invånare på en yta av 473 hektar.
Med 1800-talets administrativa indelning gränsade området i söder till Tempelhof, i norr till Friedrichstadt och i öster till södra Luisenstadt.

## Historia
Området var ursprungligen del av Tempelhoffältet och bestod huvudsakligen av åkermark. År 1861 införlivades området med staden Berlin och fram till 1920 utgjorde det en egen stadsdel. När Berlins ursprungliga 20 stadsdelsområden (Bezirke) bildades i samband med den administrativa reformen som skapade Stor-Berlin 1920 kom Tempelhofer Vorstadt att tillsammans med delar av stadsdelarna Luisenstadt, Friedrichstadt och Friedrichsvorstadt att bilda det sjunde stadsdelsområdet Hallesches Tor. Namnet ändrades redan 1921 till Kreuzberg, efter den högsta höjden i området. Befolkningen steg kraftigt under Berlins tillväxtår, från 23 671 år 1867 till 164 902 år 1910.
Området kom i jämförelse med de kvarter som låg närmare centrum i Friedrichstadt att klara andra världskriget till stora delar oskatt, särskilt genom att undgå förstörelse vid det stora allierade bombangreppet 3 februari 1945. Av denna anledning är området fortfarande idag tätbebyggt med hyreskaserner från 1800-talet. Termen Kreuzberg 61 efter det gamla postnummerområdet används idag ofta för den sydvästra delen av Kreuzberg här, men denna term inkluderar även områden norr om kanalen.
I området arrangeras sedan 1996 Karneval der Kulturen.